# Tatort: Mord ist kein Geschäft
Mord ist kein Geschäft ist die 144. Folge der Fernsehreihe Tatort. Die vom Süddeutschen Rundfunk produzierte Folge wurde erstmals am 9. Januar 1983 im Ersten Programm der ARD ausgestrahlt. Für Kriminalhauptkommissar Eugen Lutz (Werner Schumacher) ist es der 13. Fall. Es geht um den Mord an einem jungen Mann und dessen Verstrickungen in Schutzgelderpressungen von Gastwirten.

## Handlung
Ein Bauer entdeckt in einem auf einem Waldweg abgestellten Wohnmobil die Leiche des erschlagenen Günther Happel. Dieser wurde offensichtlich bereits tot zum Fundort transportiert, amtlich gemeldet war Happel auf einem Campingplatz auf den Cannstatter Wasen. Als Lutz und Wagner sich auf dem Campingplatz umsehen, fällt ihnen Alfons Kehl auf, der sich nach dem Toten erkundigt. Den Beamten gegenüber gibt Kehl an, mit Happel verabredet gewesen zu sein, auf dessen Tod reagiert Kehl überrascht. Von einem Kollegen erfahren die Kommissare, dass Kehl in Schutzgelderpressungen vorwiegend ausländischer Gastwirte verwickelt und wegen diverser Delikte vorbestraft ist. Eine Gruppe von Gastwirten um den Griechen Costas und den Türken Hasan Önökyl versucht, sich gegen die Erpressungen zur Wehr zu setzen.
Lutz und Wagner suchen Horn auf, der mit Happel befreundet gewesen sein soll, dieser sagt aus, für Happel eine Art Vaterfigur gewesen zu sein, seitdem er einige Zeit mit Happels Mutter liiert war. Happel habe Kontakt zu Leuten gehabt, die einen schlechten Einfluss auf ihn ausübten, wie eben zu Kehl. Dieser sei Happels Vorgesetzter in einem Lokal gewesen, Horn bestätigt auch, dass Kehl Önökyl und Costas sowie weitere ausländische Gastwirte erpresst habe.
Lutz macht sich auf den Weg zu Önökyl, um ihn zu befragen. Als Lutz bei Önökyls Wirtschaft eintrifft, wird Önökyl gerade von mehreren Männern bedroht, die sein Mobiliar zerschlagen. Lutz schreitet ein und kann mit Önökyls Hilfe einen der Schutzgelderpresser festnehmen, die anderen fliehen. Önökyls Tochter Aischa identifiziert den Festgenommenen als Mehmed Devecz, der bei der Vernehmung allerdings beharrlich schweigt. Aischa weiß, dass Happel für Kehl gearbeitet hat, hat aber auch gehört, dass er sich von Kehl lossagen und sich auf die Seite der ausländischen Wirte schlagen wollte. Alfons Kehl hat durch seinen Chef Sakowsky ein Alibi für die Tatzeit, Sakowsky behauptet, ebenfalls Opfer der Schutzgelderpresser zu sein. Von Horn bekommen die Kommissare allerdings Auflistungen Happels zu Straftaten, die Sakowsky und Kehl angeblich begangen haben sollen. Aischa, die offenbar etwas über die Schutzgelderpressungen weiß, macht keine Aussagen mehr, nachdem sie von Kehl bedroht worden ist.
Am Wochenende sucht Sakowsky, der durch Wagners Besuch in seinem Lokal aufgeschreckt wurde, Lutz auf. Auf dessen Vorhalt, durch Happels Liste über seine Geschäfte Bescheid zu wissen, bestreitet Sakowsky den Mord und sagt aus, dass Happel sich nur scheinbar auf die Seite der Gastwirte geschlagen habe, um seinen persönlichen Vorteil zu suchen. Önökyl habe dies durchschaut und Happel daraufhin umgebracht. Aischa bestätigt, dass Happel am Tatabend im Restaurant der Familie Önökyl war. Anstatt sich auf ihre Seite zu stellen, habe er plötzlich selbst Schutzgeld verlangt. Önökyl habe daraufhin Happel laut gedroht, ihn umzubringen und sich geweigert, zu zahlen.
Später am Abend sieht Lutz zufällig Aischa zu Horn fahren, den sie angeblich nur flüchtig kennt. Er sucht Horn auf und erfährt, dass Horn und Aischa schon seit deren Kindheit befreundet sind und er ihr Klavierunterricht gibt. Im Gegensatz zu Happel habe sie ihm immer beigestanden, Happel sei ein gewissenloser Intrigant gewesen. Am nächsten Morgen erhält Lutz Radarfotos von Happels Wohnmobil aus der Tatnacht, die wegen Geschwindigkeitsüberschreitung in der Nähe von Sakowskys Restaurant aufgenommen wurden. Am Steuer sitzt eine dunkelhaarige junge Frau, die Sakowskys Angestellte Ann Strickler sein könnte. Lutz schickt Wagner in Sakowskys Restaurant, dieser nimmt dort Strickler und Kehl wegen Beihilfe zum Mord vorläufig fest. Unterdessen lässt Lutz die Radarfotos vergrößern und findet heraus, dass nicht Ann Strickler, sondern Aischa am Steuer des Wohnmobils fotografiert worden ist.
Sakowsky, der empört wegen Lutz‘ Verdacht gegen ihn ist, entführt Aischa und will aus dieser ein Geständnis herauspressen. Unterdessen gesteht Önökyl Lutz gegenüber den Mord an Happel, er zeigt Lutz die angebliche Tatwaffe aus Eisen, obwohl Happel mit einem Gipsgegenstand erschlagen wurde. Während Lutz Önökyl im Auge behält und diesem zu Sakowsky folgt, sucht Horn Wagner auf, beide fahren zu Sakowsky. Önökyl und Sakowsky beteuern sich gegenseitig ihre Unschuld an Happels Tod, als Lutz hinzukommt. Kurz darauf treffen auch Wagner, Horn und die Verstärkung ein. Unterdessen versichert Sakowsky auch Lutz gegenüber, unschuldig zu sein, er mache Geschäfte und Mord sei kein Geschäft. Als Lutz Aischa anhand des Ringes an ihrer Hand als Fahrerin von Happels Wohnmobil identifiziert und sie festnehmen will, kommt Horn hinzu und gesteht, Happel im Streit mit einer Gipsfigur erschlagen zu haben.

## Einschaltquote und Hintergrund
Bei der Erstausstrahlung konnte diese Folge 11,26 Mio. Zuschauer binden, was einem Marktanteil von 33 % entsprach. Die Folge wurde in Stuttgart und Umgebung, Ohmden, Kirchheim/Teck und dem Studio 1 des SDR zwischen dem 7. Juni und dem 16. Juli 1982 gedreht.

## Kritik
Die Kritiker der Fernsehzeitschrift TV Spielfilm beurteilen diesen Tatort positiv und kommentieren: „Spannender Krimi, in dem es auch menschelt“.